# Bohonal de Ibor
Bohonal de Ibor est une commune de la province de Cáceres dans la communauté autonome d'Estrémadure en Espagne.

## Géographie
Le village s'étend sur 64,6 km2 et compte 538 habitants depuis le dernier recensement de la population. Situé à 358 mètres d'altitude et entouré par Mesas de Ibor, Peraleda de la Mata et Valdehúncar, Bohonal de Ibor est situé à 8 km au sud-ouest de Peraleda de la Mata, la plus grande ville des environs.